# Erich Kempka
Erich Kempka (16. september 1910 i Oberhausen – 24. januar 1975 i Freiberg am Neckar) var medlem af SS og fra 1932 til 1945 chauffør for Hitler.

## Ungdom og uddannelse
Kempka var søn af en minearbejder. Familien havde i alt 10 børn. Han gik i skole og begyndte fik derefter læreplads som elektrotekniker, som han afsluttede i 1928. Herefter arbejdede han indtil 31. marts 1930 som mekaniker ved DKW.

## Karriere i det 3. rige
Den 1. april 1930 indtrådte han i såvel NSDAP og SS og arbejdede i første omgang som chauffør for NSDAP-distrikt Essen. Den 29. februar 1932 skiftede han til Hitlers SS-ledsagekommando blev blev 2. chauffør for Hitler som suppleant for Julius Schreck. Da denne døde i 1936, blev Kempka Hitlers faste chauffør og styrede dennes vognpark, som i tidens løb voksede til op imod 40 køretøjer og 60 chauffører og mekanikere (1945). Kempka havde til sidst rang af Obersturmbannführer.
I oktober 1944 lod Kempka sig skille efter pres fra Hitler og Martin Bormann. Hun blev beskyldt for inden ægteskabet at have arbejdet i moralsk anløbne foretagender. På grund af karakteregenskaberne og hendes løse snakketøj var hun desuden faldet i unåde i Hitlers nærmeste omgangskreds. Skilsmissen blev arrangeret af Bormann, som man kan læse det i Martin Bormanns breve til sin kone. Kempka lejede en lejlighed til hende på Kurfürstendamm og holdt forbindelsen med hende i live. Han selv boede i området ved det nye kancelli i en bygning i umiddelbar nærhed af vognparkens garager og værksteder. Bygningen lå i nærheden af indgangen til førerbunkeren.
Da han var beskæftiget i Hitlers umiddelbare nærhed var Kempka tilstede ved mange historiske begivenheder i denne periode, eller endda involveret såsom ved fængslingen af Ernst Röhm.
I april 1945 var han en af de ansvarlige for afbrændingen af ligene af Hitler og Eva Braun. Han havde til opgave at fremskaffe 200 liter benzin, men kunne kun opdrive 160-180 liter. Desuden måtte hans medarbejdere tappe benzin fra køretøjer som allerede var beskadiget under kampene og ikke kunne køre.

## Efter krigen
I begyndelsen af maj 1945 lykkedes det ham at flygte fra Berlin og nå til Berchtesgaden hvor han den 18. eller 20, juni 1945 blev taget til fange af amerikanske styrker. Indtil oktober 1947 var han interneret i forskellige lejre, hvorefter han boede i München og senere i Freiberg am Neckar. I sine erindringer og under Nürnbergprocessen aflagde han vidneudsagn om at have set Martin Bormann blive dræbt af en eksploderende tysk kampvogn.

## Erindringer
I 1950 udkom Kempkas erindringer med titlen: Ich habe Adolf Hitler verbrannt. I denne bog skildrer han i enkle ord sin tid som Hitlers chauffør frem til oplevelserne i de sidste dag i førerbunkeren. I den forbindelse beskriver han udførligt afbrændingen af Hitlerægteparret først på eftermiddagen den 30. april 1945.
Fra 1970-erne til 1990-erne udkom bogen under en ny titel Die letzten Tage mit Adolf Hitler i flere nye oplag i det NPD-nære "Deutschen Verlagsgesellschaft". Bearbejdningen af den oprindeligt knappe oplevelsesbeskrivelse ved den højreekstremistiske udgiver Erich Kern betød at bogen voksede fra oprindelig omkring 100 sider til 324 side (3. oplag, 1991. Kern tilføjede talrige kapitler, som ikke har forbindelse til de oprindelige erindringer. Kempka var således ikke kilde til to tredjedele af værket, selv om bogen blev blev solgt under hans navn.

## Citater
Kempka er ophavsmand til adskillige djærve bemærkninger om andre topnazister. Således udtalte han i et interview med den amerikanske forfatter James P. O'Donnell (The Bunker 1978):
- Om Hermann Fegelein: … han tænker med dilleren[1]
- Om Magda Goebbels: … når hun var sammen med føreren, kunne man høre hendes æggestokke rasle[2]

## Medier
I filmen Der Bunker (1981) bliver Erich Kempka spillet af skuespilleren Robert Grange og i Der Untergang (2004) af Jürgen Tonkel.